# Whitney Peak
Whitney Peak (ur. 28 stycznia 2003 w Kampala) – ugandyjsko-kanadyjska aktorka i modelka.

## Życiorys
Whitney urodziła się w stolicy Ugandy, Kampali. Jej matka jest Ugandyjką, z zawodu fryzjerką, a ojciec Kanadyjczykiem, z zawodu pilotem helikoptera i inżynierem. Uczęszczała do szkoły z internatem. Whitney ma troje starszego rodzeństwa.
W 2012 roku jej rodzina przeprowadziła się do Vancouver w Kolumbii Brytyjskiej. Peak zaczęła zajmować się tańcem, zaczynając od akrobatyki i pragnęła wystąpić w telewizji. Po raz pierwszy uczęszczała do szkoły publicznej, Terry Fox Secondary School, co była dla niej szokiem kulturowym.
Whitney była przekonana, że zostanie lekarką. Wszystko zmieniło się, gdy w radio usłyszała, że stacja Disney Channel rozpoczęła casting do filmu Gra o wszystko. Ostatecznie Peak wcieliła się w nim w rolę Stelli. Później otrzymała również rolę powracającej postaci w serialu Chilling Adventures of Sabrina.
Od 2021 do 2023 roku miała główną rolę w serialu Plotkara, w którym wcieliła się w rolę Zoyi Lott.
W kwietniu 2025 roku zostało ogłoszone, że Whitney Peak wcieli się w rolę Leonore Dove Baird w filmowej adaptacji książki Wschód śłońca w dzień dożynek, będącej najlepiej sprzedającym się prequelem serii Igrzyska śmierci.

## Współpraca
W 2021 Whitney została ambasadorką marki Chanel w Stanach Zjednoczonych. W 2023 roku Peak została mianowana twarzą zapachu Coco Mademoiselle.

## Filmografia

### Filmy
| Rok  | Tytuł                                          | Tytuł oryginalny                         | Rola              | Uwaga            | Źr.   |
| ---- | ---------------------------------------------- | ---------------------------------------- | ----------------- | ---------------- | ----- |
| 2017 | Gra o wszystko                                 | Molly's Game                             | Stella            |                  | [ 1 ] |
| 2017 | Pocałunek przy ognisku                         | Campfire Kiss                            | Gillian           | Film telewizyjny | [ 9 ] |
| 2022 | Hokus Pokus 2                                  | Hocus Pocus 2                            | Becca             |                  | [ 9 ] |
| 2026 | Igrzyska śmierci: Wschód słońca w dniu dożynek | The Hunger Games: Sunrise on the Reaping | Lenore Dove Baird | W produkcji      | [ 5 ] |

### Seriale
| Rok       | Tytuł                          | Tytuł oryginalny               | Rola             | Uwaga                                       | Źr.    |
| --------- | ------------------------------ | ------------------------------ | ---------------- | ------------------------------------------- | ------ |
| 2018      | DC’s Legends of Tomorrow       | Legends of Tomorrow            | Lenise           | Sezon 4, odcinek 4 "To będzie boskie lato"  | [ 10 ] |
| 2019–2020 | Chilling Adventures of Sabrina | Chilling Adventures of Sabrina | Judith Blackwood | 10 odcinków                                 | [ 1 ]  |
| 2019      | iZombie                        | iZombie                        | Studentka        | Sezon 5, odcinek 3 "Five, Six, Seven, Ate!" | [ 10 ] |
| 2020      | Home Before Dark               | Home Before Dark               | Alpha Jessica    |                                             | [ 11 ] |
| 2021–2023 | Plotkara                       | Gossip Girl                    | Zoya Lott        | Rola główna                                 | [ 4 ]  |

## Nagrody i nominacje
| Rok  | Ceremonia             | Kategoria                  | Produkcja     | Rezultat  | Źr.    |
| ---- | --------------------- | -------------------------- | ------------- | --------- | ------ |
| 2022 | People’s Choice Award | Favourite Young Actress    | Hokus Pokus 2 | Nominacja | [ 10 ] |
| 2022 | People’s Choice Award | Favourite Tv Ensemble Cast | Plotkara      | Nominacja | [ 10 ] |